# 免疫應答
免疫应答（immune response）又称免疫反应，是生物体内发生的一种应答，此類反應可以抵御外来入侵的病毒、细菌、寄生虫和真菌等微生物，若這些病原不从体内清除，可能会对宿主的健康造成严重影響。免疫应答分為先天性和适应性兩部分，可協同抵抗病原入侵。先天性免疫应答是生物體对入侵病源非專一性的第一应答，由皮肤和粘膜、一些免疫细胞（例如中性粒细胞、巨噬细胞和单核细胞）、细胞因子、补体等部分組成；适应性免疫反應則是生物體针对特定抗原的免疫反應，需要更长的时间来激活，由樹突狀細胞、T细胞和B细胞等细胞以及抗体（也称为免疫球蛋白）所組成，它们直接与抗原相互作用，能对入侵病原作出劇烈应答。
生物体与特定抗原的第一次接触将刺激專一性的T细胞和B细胞等效应细胞分化，此過程被称为初次免疫应答（primary immune response）。如果生物体再次接触到相同的抗原，再次免疫应答（secondary immune response）就会启动，由于生物體第一次接触抗原後產生了记忆T细胞和记忆B细胞，免疫系统将能够以更快速有力的方式對抗原作出应答。
疫苗內含有減毒、失活或不完整的病原體，注射入人體後，其抗原能激活初次免疫应答。因此接触到真正的病原時，人體可以依靠再次免疫应答迅速對其做出回應。

## 备注
1. ↑  有關術語“immune response”及“immune reaction”，英語學術界並無嚴謹區分；但以英語文意來看，response 著重在免疫系統的“回答、回應”，偏向細胞或機體之內或之間的對應對答對話；reaction 則偏向化學或分子之內或之間的改變、變化、變換，例如在實驗室中的免疫學檢測法，可利用抗原抗體的「免疫反應」來定量抗體滴度。因此，本條目中文漢語的術語選擇了“免疫應答”，而將“免疫反應”附註於後，此處借鑒了中國大陸翻譯，以及日本語維基百科用詞。